# توني كوغان
توني كوغان (بالإنجليزية: Tony Cogan)‏ هو لاعب كرة قاعدة أمريكي، ولد في 21 ديسمبر 1976 في شيكاغو في الولايات المتحدة.

## وصلات خارجية
- توني كوغان على موقعبيزبول رفرنس.كوم (الدوري الرئيسي) (الإنجليزية)
- توني كوغان على موقعبيزبول رفرنس.كوم (الدوري الثانوي) (الإنجليزية)
- توني كوغان على موقع مشجعي الرسوم البيانية (الإنجليزية)